# Edoardo Nicolardi
Edoardo Nicolardi (Napoli, 28 febbraio 1878 – Napoli, 26 febbraio 1954) è stato un poeta, paroliere e giornalista italiano.

## Biografia
Figlio dell'amministratore de Il Mattino, iniziò la sua carriera da giornalista a diciassette anni al Don Marzio, poi a Il Giorno ed al Monsignor Perrelli. Fondò poi un settimanale umoristico, Il Re di denaro, che fu chiuso dal fascismo.
È tuttavia senz'altro più noto per la sua attività di poeta e paroliere in napoletano. Suoi sono i testi di alcune canzoni fra le più note del repertorio popolare napoletano del '900, come Voce 'e notte (1904), nata come poesia per la futura moglie Anna Rossi, e musicata da Ernesto De Curtis. La canzone riflette un dramma personale, in cui dopo aver inutilmente chiesto la mano della diciassettenne Anna al padre Gennaro, ricco commerciante di cavalli da corsa, la vide andare in sposa ad un cliente dello stesso, settantacinquenne. Costui morì tuttavia due anni dopo, e i due poterono finalmente sposarsi, generando otto figli.
Altre sue canzoni sono Mmiez'o grano (1909), Tarantella ntussecosa (1909), L'ammore a tre... (1910), Na palurnmella janca (1910), L'ammore passaggiero (1911), Quanno 'o destino vo' (1912), Primmo ammore (1913), Testamento (1921), Surdato 'e Napule (1927).
Dal 1910 al 1950 fu direttore amministrativo dell'ospedale Loreto Mare, ed in questo ruolo assistette, nel 1944, alle prime nascite di bambini di colore, concepiti dalle ragazze napoletane con soldati americani. Fu questo fatto ad ispirare il testo di Tammurriata nera, musicata poi dal consuocero E. A. Mario, lanciata da Vera Nandi e resa famosa prima da Roberto Murolo, poi dalla Nuova Compagnia di Canto Popolare.